# Ваклуш Толев
Ваклуш Толев, известен като Учителят на Мъдростта Ваклуш, е богослов по образование, обществен деятел, лектор и автор на множество трудове с религиозно-философска и културно-историческа тематика, сред които „История и теория на религиите“ в три тома, „Духовните дарове на България“ в два тома, „Седемте лъча на еволюцията“, „Беззаветен завет“ и др., както и на изцяло авторското списание „Нур“.
В пътя си на будител и духовен Учител Ваклуш Толев оформя оригиналните си възгледи, исторически прочит, социални идеи и тълкувания в самостоятелно учение с личностен, социален и Миров характер, което той нарича Път на Мъдростта – израз на работещата вече в битието на човечеството Духовна вълна на Мъдростта. По идея на Ваклуш Толев е създадено сдружение „Общество Път на Мъдростта“, което работи за разгръщане духовния потенциал на нацията и на водещите принципи в духовно-културната еволюция на човечеството.
Последователите на Учението на Мъдростта наричат себе си и другите събожници. „Събожникът е Бог, Когото търсим в себе си, изведен в лицето на другия!“, формулира живецът на понятието в афористична мисъл авторът.

## Биография
Ваклуш Толев е роден на 7 януари 1923 г. – тогава денят на Рождество Христово по стар стил, в село Поповица (известно като Папазли до 1934 г.), Пловдивска област. Семейството му е богато и уважавано. Дядо му Запрян е бил кмет на Поповица, а баща му Тольо се е славел с изумителната си щедрост и почтеност. Майка му Василка е от богат чешнигировски род – жена с изключителен организаторски дар, интуиция и въображение.
Името Ваклуш се предполага, че етимологично идва от влашката (румънската) по произход дума вакъл („черен, черноок, мургав“). Според самия Толев обаче то е свързано с Bacchus – латинското наименование на древногръцкия (или тракийски) бог Дионис, изписвано на гръцки като Βάκχος (което се чете като Vákhos) – и намира корена „вак, бак“ в санскрит със значението на „висша духовна сила“.
Поради голямото му желание да учи, Ваклуш тръгва на училище още ненавършил годините за първи клас – първоначално само като слушател, а впоследствие – с официално разрешение от Министерството на образованието, и като редовен ученик. След това констатира, че преподаваните неща не са точно тези, за които е имал копнеж – не го удовлетворяват особено. Но двете неща, които събуждат наистина възхищение и радост до сълзи у него са „това велико тайнство да науча, че една богиня се ражда от глава, а не от утроба – богинята на Мъдростта“ или това „да прочетеш, че някой сътворен е имал дързостта пред лицето на Сътворителя си да краде ябълка на познанието“, коментира той.

### Гимназиални години
На 13 години Ваклуш записва гимназия в Асеновград. Там е впечатлен от градската адвокатура и съд и нерядко ходи да слуша защитни речи. На 14-годишна възраст сам застава по празник в църквата и изнася проповед „Има ли Бог?“. За период от две-три години става председател на Християнско-философското дружество на гимназията, което организира изнасянето на реферати с активни дискусии и диспути в един „приет конфликт, без омраза“ с представители на материалистическите възгледи, ремсистите. В гимназиалните си години участва и в тогавашния младежки политически живот. Получава списания като „Нация, политика“, „Труд и вяра“ и др. През 1939 г. присъства на конференция за споразумение между различните политически крила. В същия период започва да пише тайно поезия. Един запазен стих от 1945 г. гласи:
| „ | В живота ветрове ще люшкат съдбата ми незнайна и хората със нож ще мушкат мисли, чувства, святата ми тайна. | “ |

### Военно обучение
През 1942 г. от Асеновград се прехвърля в Панагюрище, заради политически конфликт с разнасяне на позиви. Завършва гимназията там и на следващата година (1943) постъпва на редовна военна служба от 18 месеца в Школата за запасни офицери.
За военното обучение Ваклуш Толев обобщава, че „събужда чувство за едно служение, по-голямо от личния ти свят“. И освен „едно физическо и душевно възмъжаване“, дава „разширяване на кръгозора и отговорността“.
Взема участие във Втората световна война през 1944 г., като взводен командир в I армия, 21-ви Смолянски полк. Не е носил и не е ползвал оръжие. Поверени са му 50 души войници и ги връща всичките живи – само един е ранен, и то заради мародерство (взел е ботушите на убит немски войник).

### Период на репресии
Преди военните действия Ваклуш Толев е приет да следва право в Юридическия факултет на Софийския университет, където е трябвало да започне обучението си есента на 1944 г.
След събитията от 9 септември 1944 г. и смяната на властта е изправен пред Народния съд заради политическите си възгледи и действията като офицер в армията на Царство България. Съдът признава подсъдимия за виновен – „враг на народа“. Присъдата е „смърт“ и за назидание, какъвто е бил обичаят да се прави от време на време тогава, са пуснати да гърмят високоговорителите в залата. Младежът има правото на последни думи, като очакванията са да бъде смазан от произнесената присъда. Но от високоговорителите гръмва отговорът му, че ще води идейна борба с комунизма до пълното унищожение на тази идеология. Именно неочакваната проява на дързост отменя присъдата му – оставят го жив с идеята да го пречупят в затворите. Този период от живота си той определя като „грижа на Небето, ползвайки социалната репресия“, защото вместо да го уязвят, са му помогнали да се съхрани. Освен това „разсейването ми бе спестено“, заключава Ваклуш.
Ползвал е първоначално времето си в подготовка за изпитите си в Юридическия факултет, но бидейки вече затворник, изключването му от студентството не закъснява. В годините по затворите пише поезия, драми, философски есета, работи над различни езици – английски, немски, френски, латински, старобългарски. Три години отделя за изучаване на марксизмо-ленинизма, за да изведе същността му. Формулира три основни стълба на идеологията: безбожие, класова борба и въоръжена революция за завземане на властта. Именно тези концепции сриват нравствените ценности, давани от религиите и моралните учения, констатира Ваклуш.
След съдебното дело е изпратен в Пловдивския затвор, който е бил почти изцяло с политически затворници, предимно от легионерското движение, някои бивши министри, журналисти – около 500 души общо. Първият голям бунт, който Ваклуш прави, е, когато идва идеологическото насилие и гавра осъдените да подпишат едно възвание към своите бащи, майки, братя, сестри – с призив да отидат до урните и да гласуват за ОФ. На събранието за подписването на това възвание той приканва всички, които не са съгласни, да си излязат и около 150 напускат, заедно с него. След около седмица пристига от Министерството на правосъдието решение той и още 7 души да бъдат преместени в Пазарджишкия затвор, където са изолирани в единочки за известно време. Това е бил един метод за ужасяване, пречупване и вербуване на човека, коментира Ваклуш Толев. Тогава у него се ражда често повтаряната мисъл, че „когато си достатъчен на себе си, никой не може да те победи“. „Това значи да е свободен духът ви“, обяснява той. Чувството страх за него не съществува „и ограничението, даже да е Китайска стена, не е пречка“.
Правил е гладни стачки, гладувания, ден на пълно мълчание всеки понеделник (в Белене и Шумен)... Пловдив, Пазарджик, Кърджали, Шумен, Белене, Варна – местен е от затвор на затвор с досие „непоправим“. „Сменях обителите“, ще каже Ваклуш. „За мен те бяха обител, защото там вътрешното моление беше проблем на преценка, а не на олтарно коленопреклонение.“ Когато във Варна е питан къде е бил най-добре, отговаря: „Там, където е имало закон, там съм бил най-добре. Защото законът, приложен от вас, защитава нас.“

### Църковно обучение
Освободен е на 15 август 1956 г., празника Успение Богородично – във Варна, след приетата амнистия за политически затворници. Започва работа в Пловдив – отново сменяйки местата като неудобен за властта. Още в затворите край него винаги са се събирали хора да слушат преценките и идеите му, което продължава и след освобождаването му.
Тъй като е бил съден, му е отнето правото да следва, в който и да е университет в страната.
По-късно – много трудно, като „враг на народа“ – успява да завърши богословие в Духовната академия в София, която е единственото автономно учебно заведение тогава, като взема петте години обучение само за 18 месеца. Изключен е още първата година „по нареждане на ЦК“, но е върнат отново след застъпничества на респектирани от личността му хора пред високи управленски нива.
Дипломира се през 1968 г. със словото-проповед, озаглавено по библейския израз на Пилат Понтийски „Ecce Homo“ – „Ето Човекът“.

### Църковно дело
В началото на 70-те е назначен от Патриарх Кирил за библиотекар в Пловдивската митрополия. Дотогава не е имало редовен библиотекар и книжният фонд от около 15000 екземпляра е бил по-скоро като склад, без подредба по изискванията, които един книжен фонд налага, без да се следи периодичният печат и почти без да има читатели. Ваклуш Толев за няколко месеца прави „генерална реформа“, започвайки с разчистване и ремонт на читалнята, а след това и с обработка на фонда. Дейността постепенно така се разширява, че започват да се стичат студенти за курсови работи, много хора да пишат научни трудове, дисертации по литература, по славянска филология, включително и самият руски консул тогава е правил там дисертацията си за княз Церетелев.
Впоследствие Ваклуш Толев става и отговорен ръководител на старопечатите, ръкописите и иконното имущество на цялата Пловдивска митрополия, която управлява 5 окръга в нейните архиерейски наместничества и поделения – църкви, манастири и пр. За няколко години са описани около 25 хиляди икони и 12 хиляди ръкописа и старопечата. Така се ражда идеята му да се направи депо за съхранение на най-ценните икони, а другите Митрополии също започват да работят по неговата система за описание и отчетност. Започват да се назначават и собствени реставратори. Във взаимодействие с отдел „Култура“ на Община Пловдив е открита и първата иконна изложба.

### Лектории
След 10 години служба към Митрополията, напуска по собствено желание. Отново работи на различни места за прехраната си, но носи вътрешната си свобода, ще каже той.
След събитията от 10 ноември 1989 г. се включва активно в дейността на партия Български демократически форум. През 1991 г. е поканен да чете лекции по История на религиите в Пловдивския и Софийския университет. Хората около Ваклуш Толев постепенно започват да се грижат за организиране на публични лекции и слова в различни градове, за документирането им с аудио и видео записи, а от 1992 г. се слага началото и на издателска дейност. Необходимостта от организиран живот води до създаване на социална формация, която претърпява развитие през годините – и като наименования, и като структура. Днес това е сдружението с идеална цел „Общество Път на Мъдростта“.

### Кончина
Ваклуш Толев „остава завинаги“ в този свят на 27 ноември 2013 г. По негова воля е кремиран и на 31 юли 2014 г. част от прахта му е разпръсната при Орфеевите скали в Родопа планина. Не веднъж е цитирал стиха си, с който иска да бъде изпратен (което е и направено):
| „ | Тогава нека моят гробен камък, където пътникът ще иска да чете, да няма надпис, щото дух и пламък бил е моят път и мойто битие. | “ |

## Социални идеи

### Събожник
„Мъдростта носи принципа на познанието“, обобщава Ваклуш Толев – „не прощението за грях, а знанието да не се греши“. Изворът на това знание е „интуицията, която носи прозрение“, а човекът в доктрината на Мъдростта е разглеждан като „бог в развитие“. „Човекът – еволюиращ бог вече няма да се развива със съпоставките добро и зло, а ще се освобождава от полярностите“, твърди той. В тази връзка Ваклуш дава и новото понятие „събожник“ – израз на признанието, че „не може да отречеш самия Сътворител, вложил Себе Си в другия чрез Диханието“. Духовното родство е по-важно от кръвното, затова човекът в Учението на Мъдростта вече не е „брат“ или „сестра“, a именно събожник, но още по-важно е, че в сублимацията на новия термин отпада и понятието „враг“.

### Дом-светилище на 13 поименни безсмъртни българи
Негова е идеята да се учреди Ден и изгради Дом-светилище на 13 поименни безсмъртни българи в националната ни история, „изведени чрез прозрение за предназначение“ и „определени не от биография, а от характеристика“. Да съградим Ден и Дом-светилище на безсмъртните ни личности е „неизбежна необходимост не за оцеляване, а за ново историческо битие“, казва Ваклуш Толев. Защото „народ без светилища е като дете без дом – ако не осъзнае необходимостта от светилище, ще вегетира“, допълва той и заключава, че „ние, българите, не сме предназначени за вегетация, а за творчество“.

### Правата на Душата
В общочовешки план Ваклуш Толев сезира Комисията за правата на човека към ООН за включване на допълнителна клауза в Хартата за правата на човека, която да защити правата и на душата. „Свещен е човекът, а не институцията!“ – казва богословът, с което извежда правото и основанието да се променят законите на Институцията. Искането за нова клауза включва премахването на анатемата от всички религии и отстраняването на понятието враг от социалните взаимоотношения на хората. „В Третото хилядолетие човечеството влиза с нова нравствена таблица – няма зло, има нееволюирало добро; няма враг, има събожник“ – твърди Ваклуш Толев и предвижда, че „в Третото хилядолетие враждуването ще бъде само вътрешно – в теб самия, и ще продължава до пълна победа на съвестта“.

## Сдружението „Общество Път на Мъдростта“
„Общество Път на Мъдростта“ е доброволно, независимо, неполитическо и нерелигиозно сдружение с идеална цел. То е водещият социално-приложен израз на Учението Път на Мъдростта, давано през годините от Ваклуш Толев чрез изнасяните от него лекции и слова из цялата страна, с участията му в конференции, симпозиуми и кръгли маси по проблемите на духовността, със статии, интервюта, документални филми и печатни издания.
Под наименованието „Общество Път на Мъдростта“ сдружението е учредено на 27 януари 1999 г., в Пловдив, като за периода от 13 октомври 1992 г. дотогава функционира като „Форум за Духовна Култура“ (в началото е „Център за духовно развитие“) към Клуб за изучаване и опазване на природата и човешките достижения „Сириус" в културната столица на България, Пловдив. Сдружението има три централни модула – в Пловдив, София и Варна – и множество други в страната. Те работят в четири обособени направления – Подготовка на словото, Съхранение, Изучаване, Представяне на Учението Път на Мъдростта.
През 2000 г. в Пловдив отваря врати и така нареченият Дом на Мъдростта, замислен като академия на знанието и първообраз на храма на бъдещето – без олтар и обреди. Към него функционира библиотека „Слово“, която събира литература в почти всички отрасли на знанието с приоритет на отделите „Философия“, „История“, „Културология“, „Езотерични науки“ и „Религия“. Тя разполага и с богат справочен фонд, а онова, което я прави уникална, е авторската колекция от книги, периодика, видео, аудио, снимкови и текстови материали на Учителя Ваклуш Толев и създаденото от него Общество. Първи ноември, Денят на народните будители, се чества и като Ден на Дома на Мъдростта.
Сдружението има регулярни изяви чрез организиране на тържества във връзка с национални празници като Освобождението на България от османска власт, Денят на българската просвета и култура, Съединението на България, Възкресение Христово и др. За желаещите да се запознават и обсъждат идеите на Учението на Мъдростта, функционира така наречената Школа на Мъдростта с учебна година в три триместъра (от началото на октомври до края на юни месец) – с ежеседмично прожектиране на лекции и провеждане на дискусии.
Всяка година, обикновено в началото на месец август, се организират и провеждат ежегодните Събор и Семинар на Мъдростта в Родопа планина, където освен срещите на взаимност, се състоят и отчетно-изборните събрания на Сдружението.

### Дни-празници на Мъдростта
7 януари – Ден на Рождеството
Рождеството е Път на обожествяване!
13 февруари – Ден на сп. „Нур“
Нур е светлина от битието на Мъдростта!
8 април – Ден на Възкресението
Възкресението е надгробна властност!
28 август – Ден на безсмъртните българи
Историята е провидения на Духа!
13 октомври – Ден на Децата на Деня
Децата на Деня са йерархия на Служението!
1 ноември – Ден на Дома на Мъдростта
Домът на Мъдростта е храмът на бъдещето!
21 декември – Ден на Посланията
Посланията са хлябът на Отца!

## Учението Път на Mъдростта
Учението на Ваклуш Толев е определяно от някои като синкретизъм от православно християнство, източни религии, окултизъм, езотеризъм и дори прабългарска символика. Самият той извежда досегашното и бъдещо битие на човечеството в една нова „Доктрина за йерархия на Духовните вълни“, според която настоящата Духовната вълна е тази на Мъдростта, прокламирана с неговото Учение Път на Мъдростта. Предходните Вълни са на Сътворението, Митологията, Правдата и Любовта, а бъдещите са на Истината и на Свободата.
Той не определя Учението на Мъдростта като нова религия, а като култура на знанието. Основна концепция е да не се търси повече Бог вън от човека, а вътре в него. „Битката за човека свърши“, казва Ваклуш Толев, „започна битката за извеждане на Бога от човека“.
Въпреки че е възпитаник на Българската православна църква и богослов по образование, Ваклуш Толев изповядва учението за прераждането, което отсъства понастоящем от догматиката на Християнството. Той обаче посочва, че в Учението на Христос и в ранното Християнство прераждането има своето несъмнено място. От догматиката то е изключено едва в Петия Вселенски събор (Цариград, 553 г.), а в Евангелието – който има уши да слуша, ще открие не една податка (виж Матей 11:12 – 15, Матей 17:10 – 13).

### Върху Молитвата на Любовта
Още през 1956 г. Ваклуш Толев дава поправка в християнската молитва „Отче наш“ (Матей 6:9 – 13), а през 1957 г. изпраща писмо до патриарх Кирил по въпроса, но не получава отговор. Учителят на Мъдростта счита, че стих 13 от евангелието на Матей е сгрешен през вековете и вместо „не въведи нас в изкушение, но избави ни от лукавия“ е правилно да бъде „избави ни от лукавия, за да не изпадаме в изкушение“. По-късно Ваклуш намира фактологично потвърждение за прозрението си в Съборно послание на Яков – гл.1, ст.13. А когато преглежда молитвата „Отче наш“ на чужди езици, установява, че в испанския превод тя е дадена така, както той я вижда. През 2017 г. папа Франциск поиска ревизиране на същия текст от молитвата, посочвайки, че френски епископи са внесли вече корекции, след които фразата звучи “не ни позволявай да попаднем в изкушение”. Този френски вариант е официално приет от Ватикана през 2013 г. и Фрациск го намира за по-верен. “Аз съм този, който е попаднал в изкушение, а не Той ме е тласнал към него”, коментира папа Франциск.

### Молитвата на Мъдростта
Молитвата на Мъдростта запазва началото на молитвата „Отче наш“, тъй като „човекът е Божий образ и Божие подобие“. Тя обаче сменя искането – вместо „Дай ни“, влиза „Научи ни“. Това е „едно ново ниво на свързване с Божествените енергии“.
Текстът на цялата Молитва на Мъдростта гласи:
Отче наш!
Да се свети името Ти;
да прииде царството Ти;
да бъде волята Ти!
Научи ни
живи да бъдем в Тебе –
светли в Дух и душа,
целомъдрени в мисъл и тяло
и със събожническо служение
към всяко боготворение!
Ти си сега и във всички времена!
Амин!

### Олтарът в Мъдростта
Учението на Мъдростта сменя и олтара на молението – Божеството не се търси вече вън от човека, а вътре у него. Новият олтар в битието на човечеството е Книгата на Живота, твърди богословът, която е именно съзнанието на Бога у нас – изявата на вложеното в човека Божие Дихание, будността на Кундалини. Това е „олтар не на трансценденталния, а на иманентния Бог“, заключава Учителят на Мъдростта.

### Идеи, тематика, сентенции
В книгата „Беззаветен Завет“ се обобщават основни идеи на Учението Път на Мъдростта, сред които са тезите, че в Мъдростта трябва да се живее...
- с Нова планетна социология:
  - „Няма зло, има нееволюирало добро“ – вложена позитивна сила за трансформиране на отрицанието;
  - Благодарността – импулс за възземане;
  - Отговорността – прозрение за предназначение;
  - Съвестта – проявена чрез човека същност и будност на Бога;
- с Нова преценка на човека:
  - „Богоосезаема необходимост“ – само чрез човека Бог се Себетърси и Себепознава;
  - „Бог в развитие“ – образ и подобие;
  - „Зрим теогон“ – съзнание за божествена даденост;
  - „Събожник“ – йерархия, осъзнала Единството;
- с Нови принципи:
  - Животът – Себеосъществяващ се Бог;
  - Енергията – еманация на Бога, трансформирана Божественост;
  - Материята – последна вибрация на Духа, кондензирана енергия;
- с Нова приложност:
  - Олтар – Книгата на Живота, съзнанието на Бога в човека... и т.н.[38]

В доктрината на Мъдростта влизат теми като „Боговластие, Себевластие, Безвластие“, „Битие, Небитие, Пакибитие“, „Божествеността като собственост“, „Голгота – границата на духовната пасивност“, „Битката между мисъл и откровение“, „Адамовото поколение и Културата на бъдещето“, „Зримият теогон – реалност и Мирова даденост“, „Божията Човечност и Човешката божественост“, „Бог в човека – борба за Истина“, „Принципи на Обезземяването и Възземането“, „Самокръщение, Единосъщие, Съсътворителство“, „Достатъчният на себе си – израз на Боголичие и Боговластие“, „Себесъдбата – свобода от човека“, „Интуиция, Боговдъхновение, Богооткровение“ и много още други.
Някои най-характерни афористични сентенции (из сп. „Нур“) са:
- „Не е важна биографията, а характеристиката.“
- „Аз нямам цел, имам служение.“
- „Има една реалност, по-реална от реалността – това е реалността на Духа.“
- „Водата е астралният образ на светлината.“
- „Няма зло, има нееволюирало добро.“
- „Няма враг, има събожник.“
- „Няма страдание, има развитие.“
- „Трудът на Сизиф не е в безсмислието, а в липсата на отчаяние.“
- „Свещен е човекът, а не институцията.“
- „Човекът е един бог в развитие.“
- „Човекът е Богоосезаема необходимост.“
- „Време е боговете, които станаха лоши човеци, да се сменят с човеци, които са добри богове.“
- „Еволюцията няма за задача да създава благоденствие, а богове.“
- „Не търсете спомен за човека – живейте с динамиката на деня – бог в развитие.“
- „Възкресението в Духовната вълна на Мъдростта е надгробната властност на човека.“
- „Само смирението не е обидило съдбата и Господа.“
- „Бог не се доказва, Бог се живее.“
- „Само Бог живее, човекът още съществува.“
- „В сътворения Адам работи роденият Христос.“
- „Чуждата вина не е наша невинност.“
- „Знаещият е повече от безгрешния.“
- „Вярата е знание за незнайното.“
- „Няма чудо, има неовладяно знание.“
- „Няма чудо, а духовни реалности.“
- „Пътят е един, а улиците са много.“
- „История се прави от волята на цезаря и от молитвата на жреца.“
- „Болка, която не е станала мъдрост, е страдание; болка, която е станала мъдрост, е сияние.“
- „Радостта е усмивка на Мъдростта.“
- „Мъдростта има едно лице – пропито от Любов и отговорно пред Истината.“
- „Мъдростта е да бъдеш, а не да имаш.“
- „В Мъдростта няма страх, чудо и догми.“
- „В Мъдростта тайни няма, но тайнства ще има.“
- „В Мъдростта знанието не е метод на изповедание, а формула на Богоусвояване.“
- „Вълната на Мъдростта е възрастта на духовната зрялост на човечеството.“

### Символен знак
Символният знак на Учението на Мъдростта е Триъгълник с вписана в него Змията-Огън-Кундалини, символизираща Мъдростта. Триъгълникът изобразява горната част на християнския Кръст в идеята за осъществената от Кръста победа на Духа над материята. В целостта си знакът изразява „Полярността на Времето и Единството“ и е символ на „Знание, Творчество, Безпределност“.

### Символи
Някои от символите в Учението са: Числото 13 – където 1 е Творецът, 3 е осъществяването на Твореца, а 1 и 3 е Четворката, с която са работили посветените – символ на Кръста и одухотворяването на материята, т.е. числото 13 вече не е фаталност, защото в Мъдростта човекът трябва да отработва „тази поносимост, за която е потребна святост, за да понесе силата и Божествеността“; Третото око – като орган на интуитивното познание, свидетелстващо за прозрение (а не за доказателство), за да се изгражда човекът, „който не ражда съмнение в идеята, че е еволюиращ бог“; Лилията – израз на „чистотата, на вътрешна откровеност – когато те грее слънце, и на сигурност в загръщане и затваряне на ценности – когато иска мрак да те обземе“. И др.

### Тайнства
Тайнствата на Мъдростта са три: Кръщение, Причастие и Бракосъчетание.
Кръщението в Мъдростта вече няма да е с вода, а с огъня на Кундалини; Причастието влиза като формула за осветяване на плътта, на материята; Бракосъчетанието е „гостолюб дом за прииждането и съхранението на души“. „Тайнствата на Мъдростта са великата алхимия за превръщането на човек в Бог“, казва Ваклуш Толев.

### Йерархия
Новата йерархия в Учението на Мъдростта е Деца на Деня. „Децата на Деня не са вестители, а освободители“, подчертава Ваклуш Толев. „Те няма да водят битки срещу богове, а за богове; не битки срещу канонизирания, а заради свещения.“ 13 октомври – датата, на която е регистрирано като социална формация Обществото на Мъдростта, се празнува като Ден на Децата на Деня.

## Доктрина на Духовните вълни
Според Учението на Мъдростта Духовните вълни са степени в усвояването на Бога, Който е у нас. Той не може да бъде усвояван, когато е в Самия Себе Си, затова чрез Бог ние се осъществяваме, а чрез нас Той се познава, твърди Ваклуш. Според него всяка Духовна вълна отговаря на един еволюционен стадий на планетната цялост и на духовната зрялост, достигната от човечеството в пътя му към съвършенство. Те всички са излив на Планетния Логос и като сила на самото Божество се изявяват от така наречените Велики Посветени – Богосиновете, които са подготвени йерархически да приемат и сведат тази Логосовата еманация в света чрез идейни концепции, подходящи за съответното ниво.
„Духовната вълна е подкваса и носи развитие; тя е промяна, но не и насилие. Всяка една носи в себе си космически принцип“ – заключава Ваклуш Толев.

Духовните вълни са седем, според доктрината на богослова, и в резюме от сп. „Нур“ са подредени както следва:
Първата духовна вълна осъществява Сътворението – Духът инволюира в материята и се създават светът и човекът.
Тя е Вълната на Себесъзнанието, която осъществява в човека борба за индивидуализиране на физическото поле.
Втората духовна вълна ражда Търсенето – чрез полярности Духът започва да се търси в материята.
Тя е Вълната на Митологията, която ражда в душата на човека конфликта и въображението да търси божествеността.
Третата духовна вълна внася Законността – вписват се закони в Мирозданието.
Тя е Вълната на Правдата, която внася размерността – принципът за доброто и злото влиза в живота.
Четвъртата духовна вълна пулсира Единството – светът се устремява към Първоизвора си.
Тя е Вълната на Любовта, която пулсира единството – започва процесът на еволюция.
Петата духовна вълна носи Просветлението – Духът започва да осветява материята.
Тя е Вълната на Мъдростта, която носи познанието като кръщение на плътта с Духа – отрича се конфликтът добро-зло!
Шестата духовна вълна изявява Одухотворението – постига се единството между Дух и материя.
Тя е Вълната на Истината, която изявява божествеността в човека – той да види безсмъртието си като реалност.
Седмата духовна вълна осъществява Богоживота – освобождава се вложената Божественост.
Тя е на Свободата, която осъществява Живота – Свободата е Богоживот!

## Списание „Нур“
След политическите промени от 10 ноември 1989 г. Ваклуш Толев започва да изнася регулярни публични лекции в университети и културни центрове из цялата страна, повечето от които се документират под формата на аудио- и видеозаписи. Тематиката е разнообразна и широкообхватна – от извеждане на живеца в световни религии и езотерични школи и учения до формулиране на съвсем нови понятия и идеи, а специално внимание е отделено и за осветляване на теми от българската история.
От 1993 г. лекциите започват да излизат на книжния пазар под формата на авторско списание. Ваклуш Толев му дава името „Нур“. В превод от арабски думата означава „негаснеща, нетленна светлина“, или „Небесната светлина на Земята“.
Списанието е „автографът на Учението Път на Мъдростта в Третото хилядолетие“, казва авторът, то е „кръщелното свидетелство на човека-еволюиращ бог“. Корицата изобразява отворените врати на новия олтар, който вече не е вън от човека, а е светлината на знанието вътре в него. Надсловът е: „Няма зло, има нееволюирало добро!“ Рожденият ден на списание „Нур“ е 13 февруари.